# Laurence Rochat
Laurence Rochat (ur. 1 sierpnia 1979 w Saint-Loup) – szwajcarska biegaczka narciarska, brązowa medalistka olimpijska.

## Kariera
W 2001 r. zadebiutowała na mistrzostwach świata biorąc udział w mistrzostwach w Lahti. Jej najlepszym wynikiem indywidualnym było tam 28. miejsce w biegu na 15 km technika klasyczną. Dwa lata później, na mistrzostwach świata w Val di Fiemme zajmowała miejsca poza czołową trzydziestką. Na mistrzostwach świata w Oberstdorfie uzyskała swój najlepszy indywidualny wynik zajmując 12. miejsce w biegu na 30 km techniką klasyczną. Startowała także na mistrzostwach świata w Sapporo, gdzie jej najlepszym indywidualnym wynikiem było 25. miejsce w sprincie stylem klasycznym.
Igrzyska olimpijskie w Salt Lake City w 2002 r. były jej olimpijskim debiutem. Wraz z Andreą Huber, Brigitte Albrecht-Loretan i Natascią Leonardi Cortesi zdobyła tam brązowy medal w sztafecie 4 × 5 km. Na igrzyskach olimpijskich w Turynie jej najlepszym indywidualnym wynikiem było 15. miejsce w sprincie techniką dowolną. Wystartowała także w biegu na 30 km techniką klasyczną podczas igrzysk w Vancouver, ale nie ukończyła tego biegu.
Najlepsze wyniki w Pucharze Świata osiągnęła w sezonie 2005/2006, kiedy to zajęła 44. miejsce w klasyfikacji generalnej.

## Osiągnięcia

### Igrzyska Olimpijskie
| Miejsce | Dzień     | Rok  | Miejscowość    | Konkurencja             | Czas biegu  | Strata      | Zwyciężczyni      |
| ------- | --------- | ---- | -------------- | ----------------------- | ----------- | ----------- | ----------------- |
| DNF     | 12 lutego | 2002 | Salt Lake City | 10 km stylem klasycznym | 28:05.6 min | -           | Bente Skari       |
| 22.     | 15 lutego | 2002 | Salt Lake City | 10 km łączony           | 25:09.9 min | +1:01.9 min | Beckie Scott      |
| 3.      | 21 lutego | 2002 | Salt Lake City | Sztafeta 4 × 5 km       | 49:30.6 min | +33.0 s     | Niemcy            |
| 21.     | 24 lutego | 2002 | Salt Lake City | 30 km stylem klasycznym | 1:30:57.1 h | +7:27.1 min | Gabriella Paruzzi |
| 25.     | 16 lutego | 2006 | Turyn          | 10 km stylem klasycznym | 27:51.4 min | +2:10.8 min | Kristina Šmigun   |
| 2.      | 18 lutego | 2006 | Turyn          | Sztafeta 4 × 5 km       | 54:47.7 min | +2:04.7 min | Rosja             |
| 15.     | 22 lutego | 2006 | Turyn          | Sprint stylem dowolnym  | 2:12.3 min  | -           | Chandra Crawford  |
| DNF     | 27 lutego | 2010 | Vancouver      | 30 km stylem klasycznym | 1:30:33.7 h | -           | Justyna Kowalczyk |

### Mistrzostwa świata
| Miejsce | Dzień     | Rok  | Miejscowość   | Konkurencja                      | Czas biegu  | Strata      | Zwyciężczyni        |
| ------- | --------- | ---- | ------------- | -------------------------------- | ----------- | ----------- | ------------------- |
| 28.     | 15 lutego | 2001 | Lahti         | 15 km stylem klasycznym          | 43:54.8 min | +4:28.4 min | Bente Skari         |
| 33.     | 20 lutego | 2001 | Lahti         | 10 km stylem klasycznym          | 29:13.5 min | +2:55.1 min | Bente Skari         |
| 7.      | 23 lutego | 2001 | Lahti         | Sztafeta 4 × 5 km                | 53.01.6 min | +3:16.9 min | Rosja               |
| 39.     | 20 lutego | 2003 | Val di Fiemme | 10 km stylem klasycznym          | 25:47.0 min | +2:54.5 min | Bente Skari         |
| 43.     | 22 lutego | 2003 | Val di Fiemme | 10 km łączony                    | 26:38.4 min | +1:41.7 min | Kristina Šmigun     |
| 10.     | 24 lutego | 2003 | Val di Fiemme | Sztafeta 4 × 5 km                | 50:54.7 min | +2:36.4 min | Niemcy              |
| 27.     | 17 lutego | 2005 | Oberstdorf    | 10 km stylem dowolnym            | 26:27.6 min | +2:27.9 min | Kateřina Neumannová |
| DNF     | 19 lutego | 2005 | Oberstdorf    | 2 × 7,5 km bieg łączony          | 42:16.8 min | -           | Julija Czepałowa    |
| 11.     | 21 lutego | 2005 | Oberstdorf    | Sztafeta 4 × 5 km                | 57:15.7 min | +3:23.7 min | Norwegia            |
| 8.      | 25 lutego | 2005 | Oberstdorf    | Sprint drużynowy stylem dowolnym | 12:19.7 min | +26.7 s     | Norwegia            |
| 12.     | 26 lutego | 2005 | Oberstdorf    | 30 km stylem klasycznym          | 1:27:05.8 h | +2:03.9 min | Marit Bjørgen       |
| 25.     | 22 lutego | 2007 | Sapporo       | Sprint stylem klasycznym         | 2:50.9 min  | -           | Astrid Jacobsen     |
| 14.     | 23 lutego | 2007 | Sapporo       | Sprint drużynowy stylem dowolnym | 16:20.9 min | -           | Finlandia           |
| 9.      | 1 marca   | 2007 | Sapporo       | Sztafeta 4 × 5 km                | 54:18.6 min | +2:20.8 min | Finlandia           |
| DNF     | 3 marca   | 2007 | Sapporo       | 30 km stylem klasycznym          | 1:29:47.1 h | -           | Virpi Kuitunen      |

### Puchar Świata

#### Miejsca w klasyfikacji generalnej
- sezon 2000/2001 – 70.
- sezon 2001/2002 – 54.
- sezon 2002/2003 – 100.
- sezon 2003/2004 – 52.
- sezon 2004/2005 – 52.
- sezon 2005/2006 – 44.
- sezon 2006/2007 – 49.
- sezon 2007/2008 – 68.
- sezon 2008/2009 – 69.
- sezon 2009/2010 – 79.

#### Miejsca na podium
Rochat nigdy nie zajęła miejsca na podium zawodów Pucharu Świata.

### FIS Marathon Cup

#### Miejsca w klasyfikacji generalnej
- sezon 2002/2003: 16.
- sezon 2003/2004: 15.
- sezon 2006/2007: 4.
- sezon 2007/2008: 15.
- sezon 2009/2010: 27.

#### Miejsca na podium
| Nr | Dzień    | Rok  | Zawody              | Dystans               | Czas biegu  | Strata      | Pozycja | Zwyciężczyni              |
| -- | -------- | ---- | ------------------- | --------------------- | ----------- | ----------- | ------- | ------------------------- |
| 1. | 9 marca  | 2003 | Engadin Skimarathon | 42 km stylem dowolnym | 1:32:21,6 h | +3:09,4 min | 3.      | Natascia Leonardi Cortesi |
| 2. | 11 marca | 2007 | Engadin Skimarathon | 42 km stylem dowolnym | 1:50:32,6 h | -           | 1.      | -                         |